# Строгино (бывшая деревня, Москва)
Строгино́ (Острогино) — бывшая деревня Московской губернии и уезда. Входила в состав Всехсвятской волости. Располагалась на правом берегу Москвы-реки. Впервые упоминается в 1570-х годах. С 1960 года в черте города Москвы. К началу 1980-х годов деревня была снесена в ходе застройки района. В настоящее время территорию деревни занимает одноимённый московский район Строгино Северо-Западного административного округа.

## Происхождение названия
Деревня Строгино ранее носила название село Острогино. По одной из версий село получило название от остроги — орудия, с помощью которого жители ловили рыбу в Москве-реке. Согласно более достоверной версии, название произошло от некалендарного личного имени Острога.

## История
Первые упоминания села Острогина относятся к 1570 и 1573 годам. Тогда село принадлежало царскому двору. В то время в селе стояла церковь Параскевы Пятницы. В смутное время рядом с селом располагался тушинский лагерь Лжедмитрия II. Тогда же, предположительно, село было разорено, а церковь — разрушена.
В 1627 году бывшее село упоминается в межевой грамоте как деревня Острогино, принадлежащая инокине Марфе, матери царя Михаила Фёдоровича. Следующее упоминание деревни и бывшей церкви относится в 1631 году. В дозорных книгах Патриаршего приказа говорится «Параскевы Пятницы церковная земля, Горетова стана, дворцового села Хорошева в деревне, что была село Острогино, на реке Москве, от Москвы в 10 верстах, церковной пашни полвыти, сена 3 десятины, болота 3 десятины, владеют землей крестьяне деревни Острогиной приходом земля в село Хорошево».
В 1631 году деревня была включена в дворцовую конюшенную Хорошёвскую волость и оставалась в её составе несколько десятилетий. В документах 1646 года сказано, что в деревне 9 дворов и 11 жителей. Деревня быстро заселялась, так как вокруг было много пахотной земли и заливных лугов. Развитию деревни способствовала и близость к Волоцкой дороге.
До 1685 года сельцо Остроганова, так называлось в то время Острогино, принадлежало князю Ивану Михайловичу Милославскому (1635-1685), родственнику первой жены царя Алексея Михайловича, начальнику Приказа Большой казны.
В 1690 году деревня Острогино указом царей Петра I и Ивана V была пожалована боярину Мартемьяну Кирилловичу Нарышкину. Тогда в деревне числилось 26 крестьянских дворов «людей в них 92 человека», да «двор бобыль Ивашко Мелентьев слеп, кормится христовым подаянием». В деревне на месте разрушенной церкви была построена часовня Параскевы Пятницы. В документе 1692 года говорится: «Деревня, что было село Острогино на реке на Москве, а в ней место церковное, что бывала церковь Параскевеи нарицаемые Пятницы, а на том часовня деревянна, перед ней крыльцо, а в часовне меж образов: образ Параскевеи, нарицаемый Пятницы, в киоте… образ Параскевеи, нарицаемые Пятницы, в окладе. Да в той же часовне перед образами два подсвешника, один железный, другой деревянный». От Москвы до деревни Острогино можно было добраться по Волоколамскому тракту. У деревни Щукино находился брод через реку. Для пешеходов в летнее время наводился наплавной мост.
После Мартемьяна Кирилловича деревня принадлежала Льву Кирилловичу Нарышкину, затем его сыну Ивану Львовичу. Затем деревней владела его дочь Екатерина Ивановна Нарышкина, а потом её муж Кирилл Григорьевич Разумовский. По данным 1760-х годов в деревне было 56 дворов, проживало 187 мужчин и 164 женщины. Крестьяне платили оброк по 2 рубля с каждой ревизской души. В 1795 году в деревне Острогино проживало 236 душ мужского пола. В 1811 году деревня принадлежала Е. П. Бутурлиной, и в ней проживало 260 человек.
При нашествии Наполеона в деревне сгорело шесть домов. Житель Острогина Илья Тимофеев был взят в ополчение, ранен в боях, но умер он уже дома. Этому имеется запись в церковной книге «18 ноября 1812 года деревни Острогина умер ратник Илья Тимофеев на 44 году от ран в покаянии и погребён при церкви 20 дня».
В документах XIX века деревня значится уже под названием Строгино. В «Указателе селений и жителей уездов Московской губернии» за 1852 год говорится: «Деревня Строгино третьего стана Всесвятской волости Московского уезда, в 10 верстах от Пресненской заставы, на проселочной дороге, в 5-ти верстах от квартиры станового пристава и в 2-х верстах от шоссе принадлежит генерал-майору Николаю Александровичу Бутурлину». Тогда в деревне проживало 730 человек (355 мужчин и 375 женщин) и было 75 дворов. В «Списках населённых мест Российской империи», составленных в 1862 году по материалам 1859 года, говорится, что в деревне 85 дворов и 752 жителя (359 мужчин и 393 женщины).
После крестьянской реформы 1861 года деревня Строгино включена в состав Всехсвятской административной волости. В 1887 году в деревне построили часовню во имя Александра Невского. К концу XIX века многие жители уехали на заработки в Москву. По данным статистики Московской губернской земской управы за 1898—1900 годы, в деревне было 328 дворов и 864 жителя. При этом отсутствующими были 28 семей (48 мужчин и 45 женщин). В статистических данных говорится, что в деревне было 3 торговых и 5 промышленных крестьянских заведений, 142 лошади, 285 голов крупного рогатого скота. Перед Первой мировой войной в деревне были торговые лавки, трактир, чайная и постоялый двор. Также в деревне была школа-четырёхлетка и изба-читальня. Пожарная дружина деревни Строгино получала пособие от земства.
В 1918 году Строгино было включено в состав Павшинской волости, деревня стала административным центром и единственным населённым пунктом Строгинского сельсовета. По данным 1926 года, в деревне насчитывалось 1302 человека и 267 дворов. Уменьшилась площадь обрабатываемой земли. 33 семьи занимались кустарными промыслами, из них 17 были корзиночниками и 10 — коробочниками. 48 человек занимались извозом. В окрестностях деревни Строгино добывался гравий, который отвозили на московские стройки. В 1929 году в деревне был образован колхоз имени К. В. Уханова. При колхозе были открыты школа и детский сад. В ходе коллективизации около 30 семей были раскулачены. В 1934 году неподалёку от деревни велось строительство канала имени Москвы, вблизи Строгина появились бараки для строивших канал заключённых.
В годы Великой Отечественной войны около деревни Строгино и окрестностях были размещены несколько зенитных батарей. 20 батарея располагалась на холме в  березой роще, в 1 км от строений совхоза имени XVI партсъезда и 500 метров от деревни Мякинино. (Сейчас на этом месте, на 66 км МКАД, построен магазин Твой Дом). Командиром 20-й батареи в 1941 году был старший лейтенант Носов Иван Иванович (в 1943 году командиром 20-й батареи был назначен Повстен Григорий Силович), 19-я батарея стояла там, где сейчас находится перекрёсток Таллиннской улицы и Строгинского бульвара, напротив входа в народный парк «70 лет битвы под Москвой». 3-я батарея располагалась недалеко от дороги, ведущей от села Троице-Лыково в сторону МКАД, приблизительно в районе нынешнего въезда в тоннель на проспект Маршала Жукова. На разрушенном куполе Успенской церкви в Троице-Лыково был наблюдательный пункт, там установили зенитные пулемёты. В овраге, ведущем к реке, и на улицах села Троице-Лыково базировались аэростатчики. Для охраны неба поднимали аэростаты и над Строгино. Аэростаты находились в овраге между Набережной и Центральной улицами, а также на улице Колхозной.
В 1975 году на средства жителей деревни Строгино был установлен возле начальной школы памятник погибшим строгинцам. В связи со сносом деревни, памятник был перемещён на улицу Исаковского. В 2015 году был установлен новый обелиск, на нём выбиты 179 имён, пропавших без вести и погибших жителей Строгино во время войны 1941-1945 годов. В результате поисков в 2020 году установлены имена ещё 9 жителей деревни Строгино, пропавших без вести и погибших в 1941-1945 гг.
После войны колхоз занимался преимущественно овощеводством, но было и молочное хозяйство. В 1950 году произошло объединение колхозов, и колхоз деревни Строгино вместе с колхозами Мякинино, Щукино, Троице-Лыково, Черепково вошли в объединённый колхоз имени С. М. Кирова. Правление колхоза находилось в селе Троице-Лыково. В 1960 году в результате расширения территории Москвы Строгино оказалось в черте города. В 1977 году в районе деревни началось строительство нового микрорайона, первые дома были заселены в 1979 году. В 1979-1980 годах все постройки деревни были снесены.